# Rockstar London
Rockstar London — британская компания, которая специализируется на разработке компьютерных игр. Была открыта в 2005 году и является дочерней компанией Rockstar Games. Известные разработки — Manhunt 2 и Midnight Club: L.A. Remix.
В июне 2008 года компания номинировалась на Develop Industry Excellence Awards 2008 в номинации «Лучшая новая студия Великобритании/Европы», наряду с FinBlade, Konami Paris, Oxygen Studios и Doublesix.

## Разработанные игры
- Manhunt 2 (2007) (PC, PS2, PSP, Wii) (совместно с Rockstar North, Rockstar Leeds и Rockstar Toronto)
- Midnight Club: L.A. Remix (2008) (PSP) (совместно с Rockstar San Diego)
- Max Payne 3 (2012) (PC, PS3, X360) (совместно с Rockstar Vancouver, Rockstar New England и Rockstar Toronto)
- Grand Theft Auto V (2013) (PS3, Xbox 360, PS4, Xbox One, PC)
- Red Dead Redemption 2 (2018) (PS4, Xbox One, PC)